# 7 vite (album)
7 vite è un album in studio del cantautore italiano Gatto Panceri, pubblicato nel 2003.

## Tracce
1. Ridatemi l'anima
2. Confine
3. Alla prossima
4. Accarezzami domani
5. Angel
6. Bella, forte e semplice
7. 7 settembre di un anno fa
8. Tempio greco
9. Boomerang
10. Thé verde
11. Stupida canzone
12. Sorridi
13. Il rumore delle ali delle farfalle
14. Nylon
15. Accarezzami domani (Acustica)